# Cornel Durău
Cornel Durău   (Bechet, 30 de gener de 1957) és un jugador d'handbol romanès, ja retirat, que va competir entre les dècades de 1970 i 1990.
El 1980 va prendre part en els Jocs Olímpics d'Estiu de Moscou, on va guanyar la medalla de bronze en la competició d'handbol. Hi va jugar els sis partits i marcà sis gols. Quatre anys més tard, als Jocs de Los Angeles revalidà la medalla de bronze en la mateixa competició. Hi jugà sis partits i va marcar setze gols. En el seu palmarès també destaca la medalla de bronze al Campionat del Món de 1990. Amb la selecció jugà un total de 200 partits en què marcà 435 gols.
A nivell de clubs va jugar al Dinamo de Bucarest, Hidrotehnica Constanța i Handbol Torrevella, abans d'acabar la seva carrera a Alemanya.